# بنة عباس (سلطان أباد)
بنة عباس (بالفارسية: بنه‌عباس) هي منطقة سكنية تقع في إيران في قسم سلطان أباد الريفي. يقدر عدد سكانها بـ 437 نسمة .